# عزلة بني سباء (إب)
عزلة بني سباء هي إحدى عزل مديرية القفر في محافظة إب اليمنية ويبلغ تعداد سكانها 7781 نسمة حسب التعداد السكاني في اليمن لعام 2004.
وتنقسم بني سباء الى قسمين بني سباء العليا وبني سباء السفلى
بني سباء العليا تتكون من سبع قرى وهي ذي اهلول - الخربة - سنب - الجرين - صرم غلاب - ظفر
وبني سباء السفلى تتكون من ثمانية عشر قرية وهي قبال - الضبر - شيعان - الصنع - ذي حيوه - ذي حرمان - حصن مختار - وقاح - السهلة - اليفاعي - بيت بحير - ريبان - قراض - ذي عيشة - الهباري - ذي جبلة - ذي الحصة
اعلى قمة بها هو جبل الوفد يبلغ ارتفاعه عن سطح البحر 2960 متر